# Норча (община Прешево)
Норча (на сръбски: Норча или Norča; на албански: Norça) е село в Югоизточна Сърбия, Пчински окръг, община Прешево.

## Население
Според статистиката на Васил Кънчов („Македония. Етнография и статистика“) от 1900 година Норчин е населявано от 260 жители българи християни.
Албанците в община Прешево бойкотират проведеното през 2011 г. преброяване на населението.
Според преброяването на населението от 2002 г. селото има 992 жители.

### Етнически състав
Данните за етническия състав на населението са от преброяването през 2002 г.
- албанци – 979 жители (98,68%)
- сърби – 4 жители (0,40%)
- мюсюлмани – 3 жители (0,30%)
- други – 1 жител (0,12%)
- неизвестно – 5 жители (0,50%)